# Mentha citrata
Menthe citronnée
La menthe citronnée, la menthe bergamote, la menthe eau de Cologne sont les noms génériques sous lesquels des menthes développant une odeur caractéristique de citron et d'orange, sont commercialement connues. Ces menthes cultivées appartiennent à un groupe de cultivars rapportés suivant les botanistes, à la menthe poivrée (Mentha x piperita) ou à une variété de la menthe aquatique  (Mentha aquatica var. citrata). L'ancienne appellation Mentha citrata (Ehrh.) bien qu'elle ne soit plus valide actuellement en botanique, continue à être employée par les agronomes pour désigner cette famille de cultivars, objets d'une culture commerciale en Chine, en Inde et dans diverses régions du monde pour leur huile essentielle riche en linalol et acétate de linalyle.

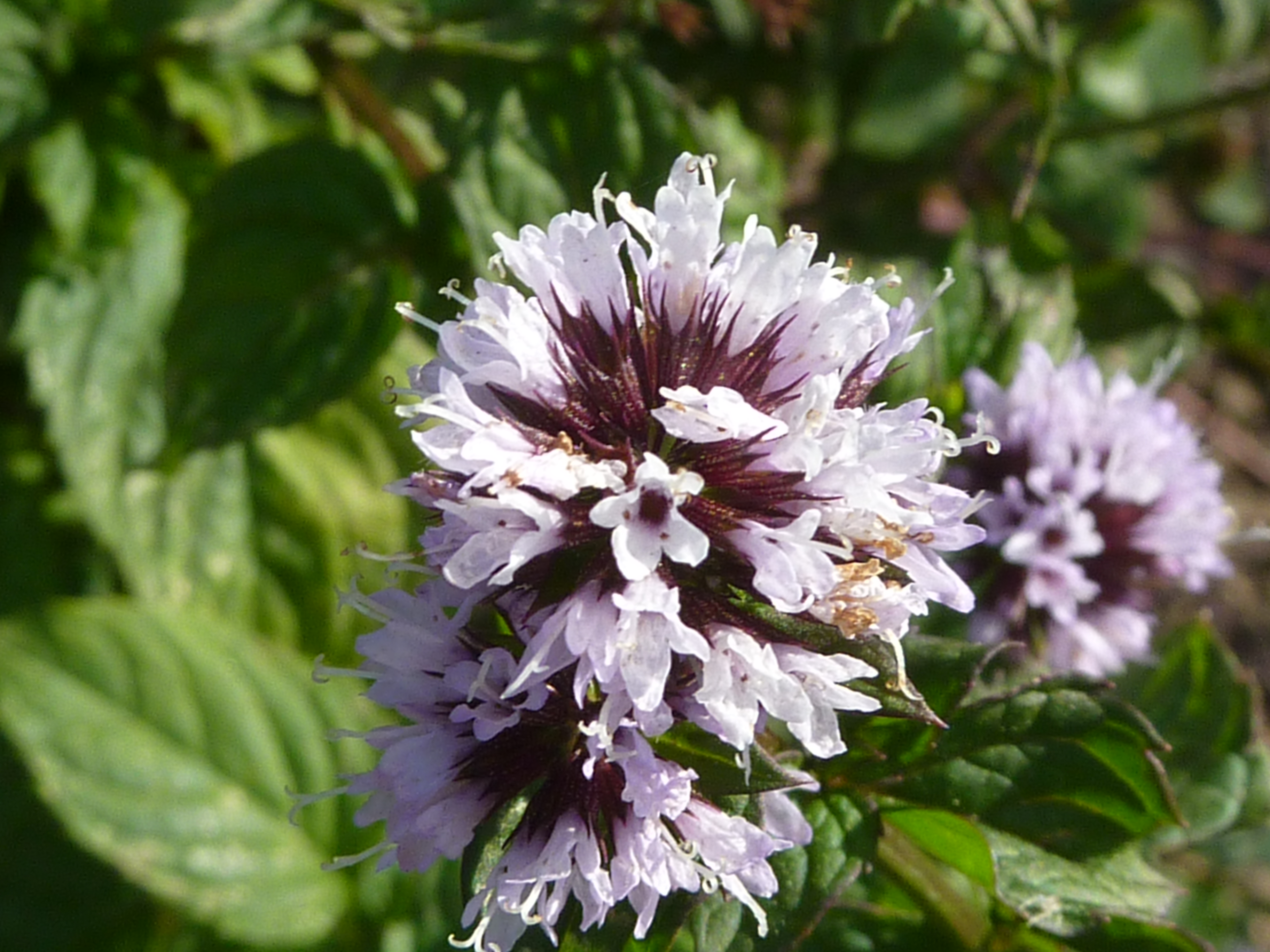
Menthe 'Eau de Cologne'

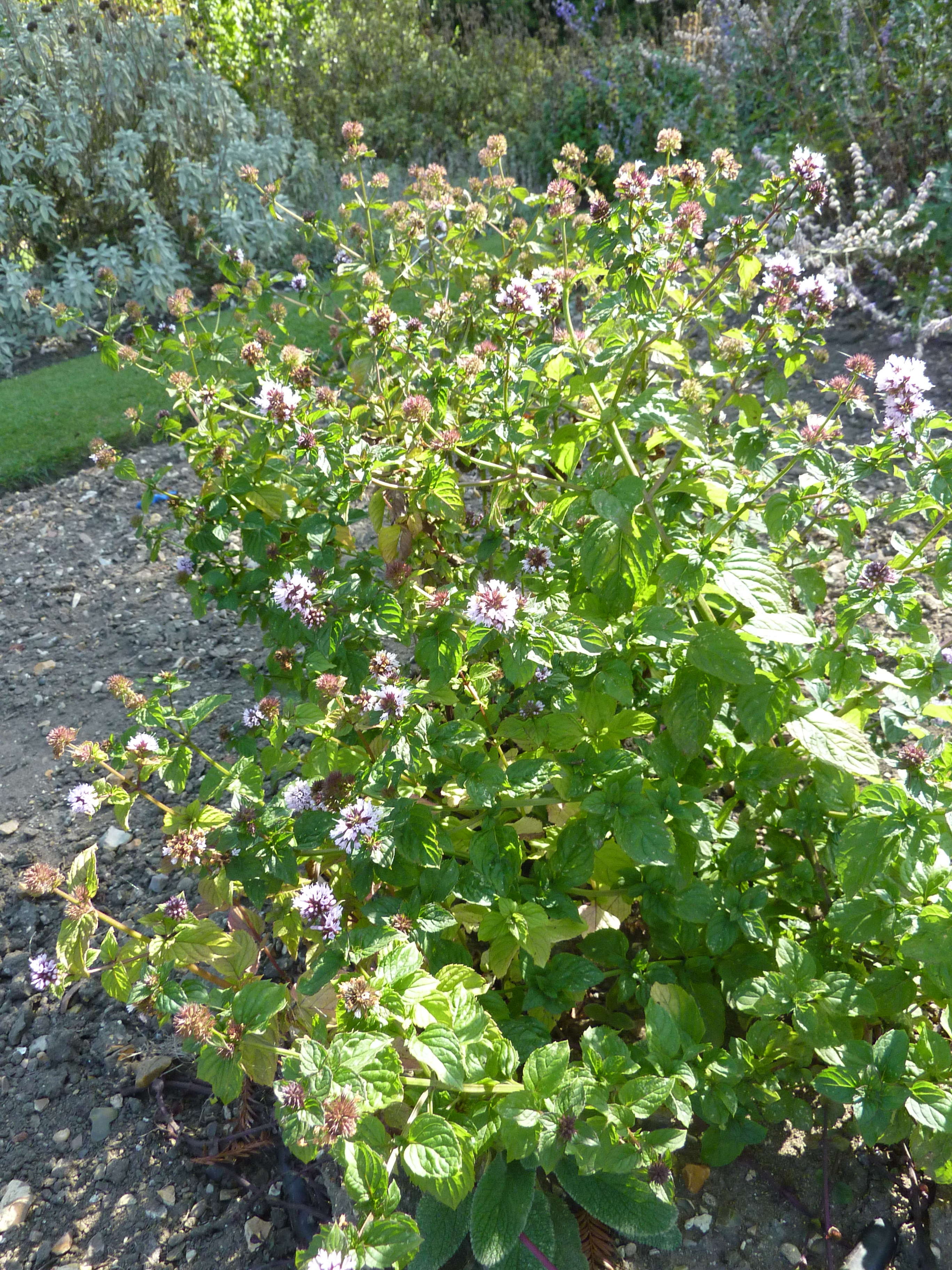
Mentha x piperita var. citrata 'Eau de Cologne'

## Histoire de la nomenclature

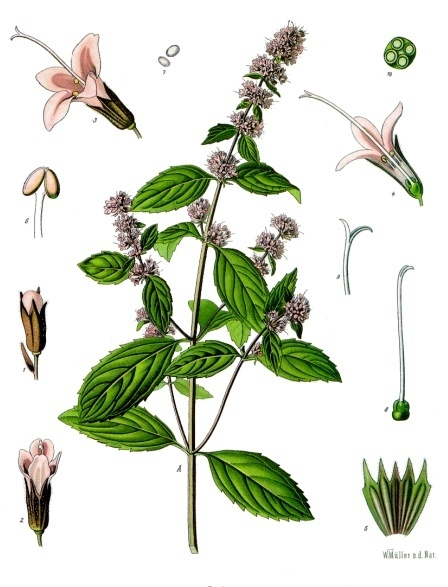
Mentha x piperita

Linné n'a jamais cité de Mentha citrata. En 1753, dans Species plantarum, il définit 10 espèces de menthes appartenant au genre Mentha . Parmi celles-ci, se trouvent la menthe aquatique Mentha aquatica et la menthe épicée Mentha piperita, une menthe pourvue d'une saveur piquante. Le statut d'espèce à part entière que Linné avait donné à cette dernière fut longtemps accepté par les naturalistes avant qu'ils ne s'aperçoivent qu'il s'agissait d'un hybride issu du croisement naturel de Mentha aquatica L. et de Mentha spicata L.
Mais entretemps, en 1792, le botaniste allemand Ehrhart décrit une menthe à odeur de citron qu'il nomme Mentha citrata Ehrh.
Cette espèce va ensuite être reclassée comme une variété de menthe aquatique ou de menthe poivrée. D'abord en 1828, Fresenius reclasse Mentha citrata comme une variété de menthe aquatique Mentha aquatica var. citrata (Ehrh.) Fresen. Puis à la fin du XIXe siècle, en 1899, Briquet la reclasse en Mentha piperita var. citrata (Efrh.) Briq., c'est-à-dire une variété de la menthe poivrée M. piperita. Sachant que cette dernière est un hybride, son nom devrait être Mentha x piperita L.var. citrata Briq.

## Description
Les menthes bergamote, à odeur de citron ou à odeur d'orange sont des cultivars du complexe Mentha citrata ayant certains caractères botaniques d'une menthe poivrée (Mentha x piperita). Cependant, Murray et Lincoln (1970), en examinant la génétique et le nombre de chromosomes de plusieurs collections nord-américaines et européennes, considèrent que ces menthes riches en linalol et acétate de linalyle doivent être rapportées aux formes mâles stériles de Mentha aquatica L. et ne sont donc pas de nature hybride. Ce point de vue adopté aussi par Tucker et Naczi (2006), n'est pas partagé par Lawrence qui dans le même ouvrage, les traite comme des hybrides entre M. aquatica et M. spicata (comme M. x piperita) et considère qu'on peut les trouver dans les milieux naturels en Europe, là où les deux espèces prévalent.
Ce sont des plantes vivaces de 30-60 cm de haut qui dégagent quand elles sont écrasées une odeur caractéristique de citron ou d'orange avec des notes de lavande.
Plantes vigoureuses, au port étalé, elles ont des feuilles ovales-elliptiques et des racines traçantes.
Les fleurs sont groupées en épis terminaux denses et courts (Lawrence, 2006). Elles sont roses.

## Composition chimique
L'huile essentielle de menthe bergamote s'obtient par distillation à la vapeur d'eau.
Cette menthe est réputée pour sa richesse en linalol / acétate de linalyle. Les principaux composants sont d'après plusieurs travaux :
| Huile essentielle de M. citrata |                     |             |             |                     |             |
| Linalol                         | Acétate de linalyle | Géraniol    | Citronellol | Acétate de géranyle | α-terpineol |
| 19.0 - 51.5 %                   | 14.8 - 60.0 %       | 0.5 - 8.4 % | 1.4 - 2.9   | 0.2 - 6.2           | 0.4 - 5.9   |

La forte odeur de lavande de la menthe bergamote est due à ces deux constituants principaux de l'huile essentielle : le linalol et l'acétate de linalyle. Ils représentent ensemble de 84 à 90 % de l'huile. Ces composés linéaires acycliques sont caractéristiques de Mentha citrata alors que les autres espèces du genre Mentha ont principalement des composés cycliques.

## Culture
Les menthes bergamotes sont cultivées en Chine, en Inde, en Europe, aux États-Unis, Mexique, Cuba, Guatemala.
La Chine est un des plus gros producteurs mondiaux de menthe. En plus de Mentha canadensis, M. spicata, M. x piperita, la menthe citronnée Mentha citrata est communément cultivée en Chine. Elle y fut introduite à partir de l'Égypte en 1960. Elle est principalement utilisée dans le pays pour les cosmétiques, les savons et les produits alimentaires.
En Inde, la culture commerciale de menthe bergamote Mentha citrata produit annuellement de 50 à 60 tonnes d'huile essentielle destinée à la cosmétique. Elle fut introduite en Inde en 1959, dans la région Jammu et Kashmir. Un nouveau cultivar, nommé 'Kirin', fut développé par la recherche agronomique et mit en culture en 1988. Cette plante très productive possède une huile essentielle contenant en moyenne du linalol au taux de 48 % et de l'acétate de linalyle au taux de 37 %.

## Usages

### Usages médicinaux traditionnels
Une infusion faite de feuilles fraîches ou sèches a traditionnellement été utilisée pour, les douleurs stomacales, les nausées, parasites et autres désordres digestifs, pour la nervosité, les fièvres et les maux de tête. Les aromathérapeutes la conseille pour la fatigue nerveuse, l'entérocolite spamodique et l'asthénie sexuelle masculine.
Les feuilles et les fleurs ont des propriétés analgésiques, antiseptiques, antispasmodiques, carminatives, cholagogues, diaphorétiques, et vasodilatatrices.
Comme les autres espèces et variétés de menthes, son usage est déconseillé aux femmes enceintes car un emploi en grandes quantités peut causer une fausse couche.

### Culinaire
Ses feuilles sont utilisées comme condiment pour agrémenter les plats d'agneau ou de poisson.
Elles servent aussi à faire une infusion rappelant la limonade.

### Cosmétiques, produits alimentaires
L'huile essentielle de menthe citronnée est utilisée dans les produits cosmétiques et comme arôme dans les produits alimentaires.